# Trélans
Trélans est une commune française, située dans l'ouest du département de la Lozère en région Occitanie.
Exposée à un climat de montagne, elle est drainée par le Bès, le Doulou, le ruisseau de Caldeyrac et par divers autres petits cours d'eau. Incluse dans le parc naturel régional de l'Aubrac, la commune possède un patrimoine naturel remarquable : un site Natura 2000 (le « plateau de l'Aubrac ») et quatre zones naturelles d'intérêt écologique, faunistique et floristique.
Trélans est une commune rurale qui compte 89 habitants en 2022, après avoir connu un pic de population de 629 habitants en 1806.  Ses habitants sont appelés les Termois ou  Termoises.

## Géographie

### Localisation
Située dans le sud-ouest du département de la Lozère, la commune est limitrophe du département de l'Aveyron et est située dans le Massif central en Aubrac. C'est dans la partie nord de cette commune à la forme très allongée que se situe le point culminant de cette région : le signal de Mailhebiau.

### Voies de communication et transports
La commune est accessible par la route départementale 56. Par ailleurs, elle est traversée par le Sentier de grande randonnée 6 (GR 6) qui constitue alors une variante du chemin de Saint-Guilhem-le-Désert.

### Communes limitrophes
Les communes limitrophes sont  Les Hermaux, Les Salces, Pomayrols, Saint Geniez d'Olt et d'Aubrac, Saint-Laurent-d'Olt et Saint-Pierre-de-Nogaret.
| Saint Geniez d'Olt et d'Aubrac (Aveyron) | Les Salces                    | Les Hermaux             |
| Pomayrols (Aveyron)                      | Trélans                       | Saint-Pierre-de-Nogaret |
|                                          | Saint-Laurent-d'Olt (Aveyron) |                         |

### Climat
Pour des articles plus généraux, voir Climat de l'Occitanie et Climat de la Lozère.
En 2010, le climat de la commune est de type climat de montagne, selon une étude s'appuyant sur une série de données couvrant la période 1971-2000. En 2020, Météo-France publie une typologie des climats de la France métropolitaine dans laquelle la commune est exposée à un climat de montagne ou de marges de montagne et est dans la région climatique Sud-est du Massif Central, caractérisée par une pluviométrie annuelle de 1 000 à 1 500 mm, minimale en été, maximale en automne.
Pour la période 1971-2000, la température annuelle moyenne est de 8,6 °C, avec une amplitude thermique annuelle de 15,9 °C. Le cumul annuel moyen de précipitations est de 1 283 mm, avec 10,9 jours de précipitations en janvier et 6,4 jours en juillet. Pour la période 1991-2020, la température moyenne annuelle observée sur la station météorologique la plus proche, située sur la commune du Buisson à 18 km à vol d'oiseau, est de 8,0 °C et le cumul annuel moyen de précipitations est de 875,6 mm,. Pour l'avenir, les paramètres climatiques de la commune estimés pour 2050 selon différents scénarios d'émission de gaz à effet de serre sont consultables sur un site dédié publié par Météo-France en novembre 2022.

### Milieux naturels et biodiversité

#### Espaces protégés
La protection réglementaire est le mode d’intervention le plus fort pour préserver des espaces naturels remarquables et leur biodiversité associée,. La commune fait partie du parc naturel régional de l'Aubrac, créé par décret le 23 mai 2018 et occupant une superficie de 220 284 ha. Région rurale de moyenne montagne, l’Aubrac possède un patrimoine encore bien préservé. Son économie rurale, ses paysages, ses savoir-faire, son environnement et son patrimoine culturel reconnus n'en demeurent pas moins vulnérables et menacés et c'est à ce titre que cette zone a été protégée,.

#### Réseau Natura 2000

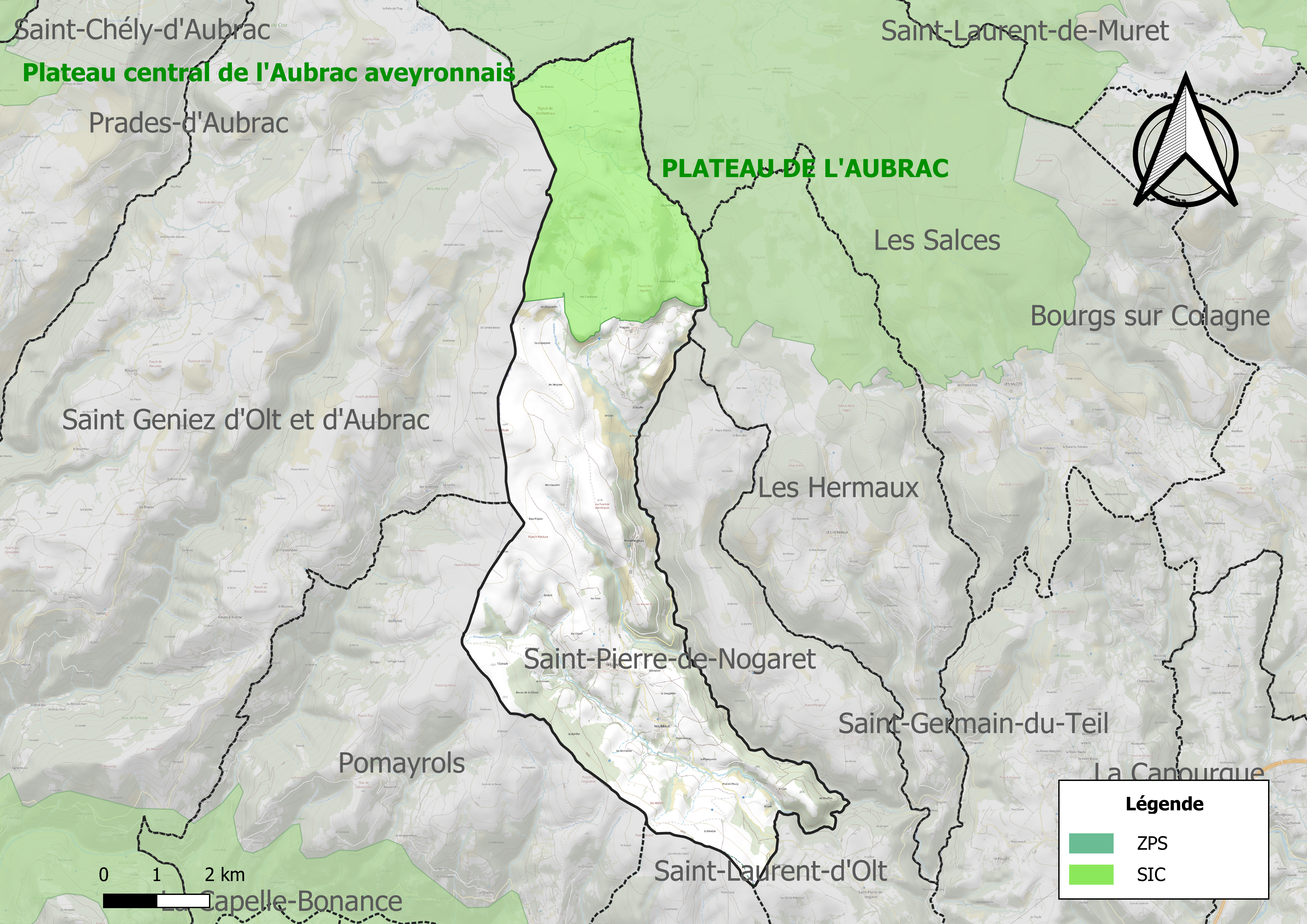
Site Natura 2000 sur le territoire communal.

Le réseau Natura 2000 est un réseau écologique européen de sites naturels d'intérêt écologique élaboré à partir des directives habitats et oiseaux, constitué de zones spéciales de conservation (ZSC) et de zones de protection spéciale (ZPS).
Un site Natura 2000 a été défini sur la commune au titre de la directive habitats : le « plateau de l'Aubrac », d'une superficie de 25 475 ha, un site comportant un grand nombre de tourbières abritant une flore très spécialisée : plantes carnivores, linaigrettes, et certaines espèces relictes des dernières glaciations comme la Ligulaire de Sibérie.

#### Zones naturelles d'intérêt écologique, faunistique et floristique
L’inventaire des zones naturelles d'intérêt écologique, faunistique et floristique (ZNIEFF) a pour objectif de réaliser une couverture des zones les plus intéressantes sur le plan écologique, essentiellement dans la perspective d’améliorer la connaissance du patrimoine naturel national et de fournir aux différents décideurs un outil d’aide à la prise en compte de l’environnement dans l’aménagement du territoire.
Une ZNIEFF de type 1 est recensée sur la commune :
le « Moulin de Piquemole » (8 ha), couvrant 2 communes du département et trois ZNIEFF de type 2, : 
- le « contrefort sud de l'Aubrac » (14 299 ha), couvrant 10 communes du département[18] ;
- le « plateau de l'Aubrac lozérien » (28 285 ha), couvrant 18 communes dont une dans le Cantal et 17 dans la Lozère[19] ;
- le « versant occidental des Monts d'Aubrac » (32 040 ha), couvrant 24 communes dont 17 dans l'Aveyron, quatre dans le Cantal et trois dans la Lozère[20].

Cartes des ZNIEFF de type 1 et 2 à Trélans.
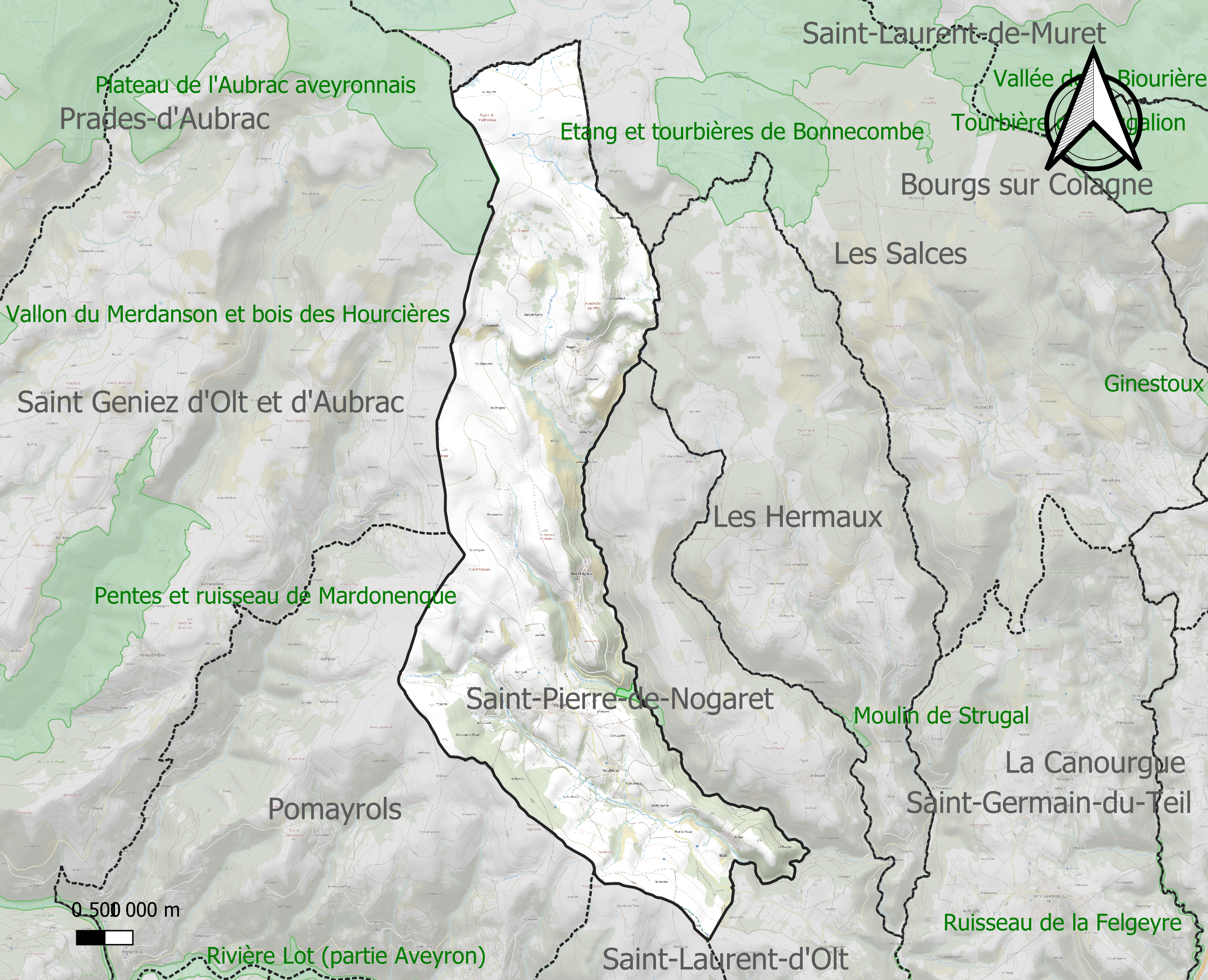
Carte de la ZNIEFF de type 1 sur la commune.
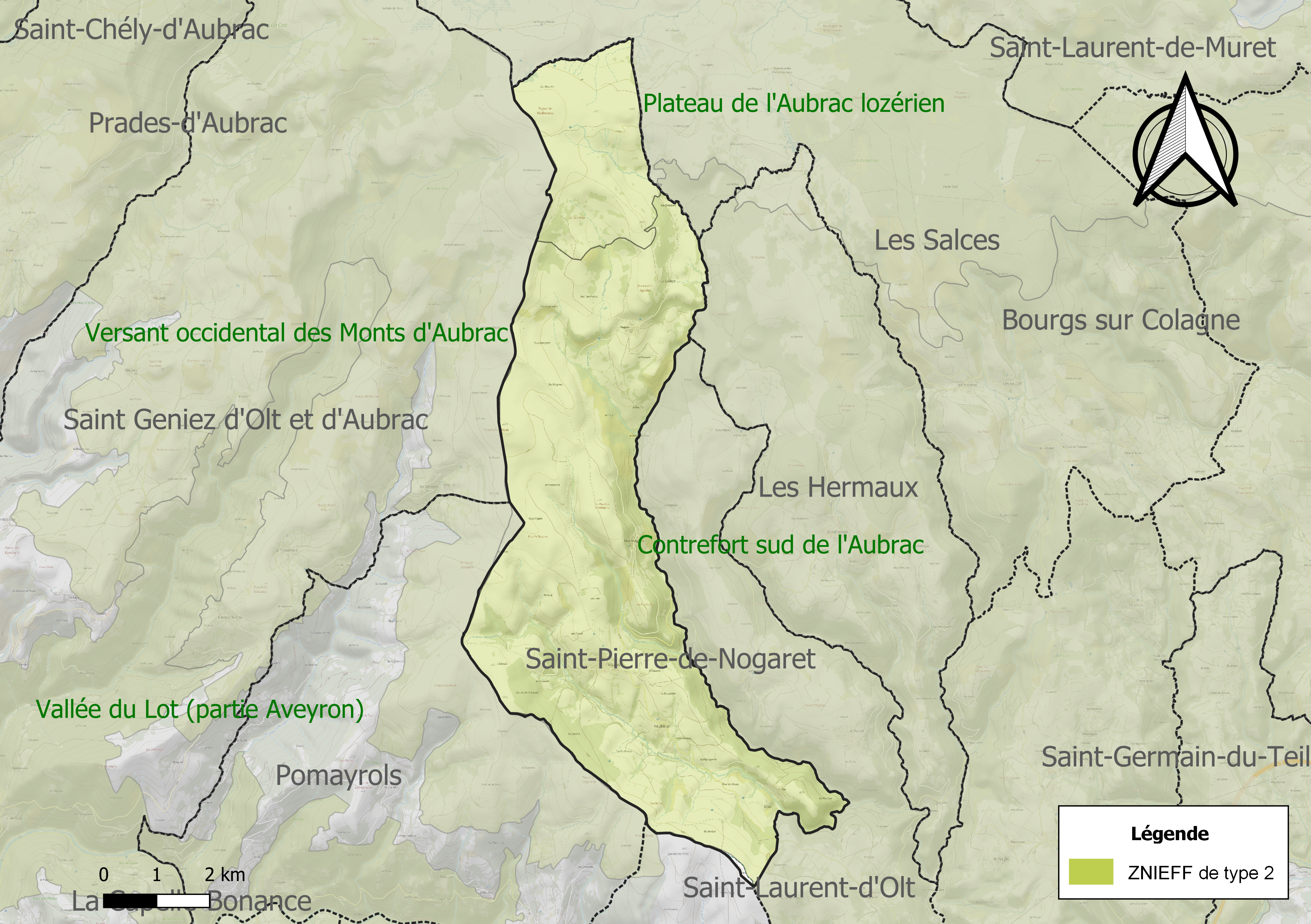
Carte des ZNIEFF de type 2 sur la commune.

## Urbanisme

### Typologie
Au 1er janvier 2024, Trélans est catégorisée commune rurale à habitat très dispersé, selon la nouvelle grille communale de densité à sept niveaux définie par l'Insee en 2022.
Elle est située hors unité urbaine et hors attraction des villes,.

### Occupation des sols
L'occupation des sols de la commune, telle qu'elle ressort de la base de données européenne d’occupation biophysique des sols Corine Land Cover (CLC), est marquée par l'importance des forêts et milieux semi-naturels (64,3 % en 2018), en diminution par rapport à 1990 (72,7 %). La répartition détaillée en 2018 est la suivante : 
milieux à végétation arbustive et/ou herbacée (46,3 %), prairies (21,9 %), forêts (18 %), zones agricoles hétérogènes (10,2 %), terres arables (3,6 %). L'évolution de l’occupation des sols de la commune et de ses infrastructures peut être observée sur les différentes représentations cartographiques du territoire : la carte de Cassini (XVIIIe siècle), la carte d'état-major (1820-1866) et les cartes ou photos aériennes de l'IGN pour la période actuelle (1950 à aujourd'hui).

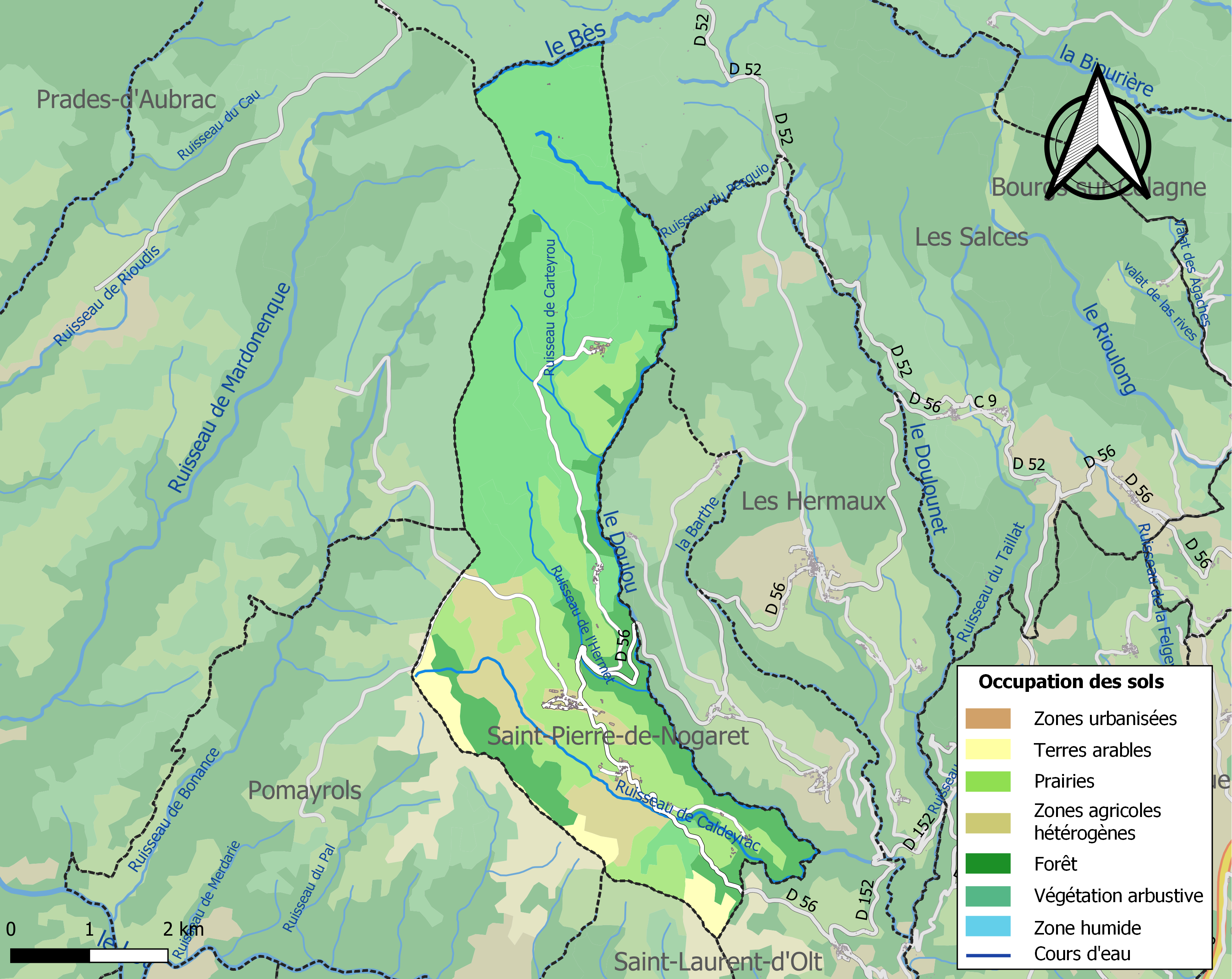
Carte des infrastructures et de l'occupation des sols de la commune en 2018 (CLC).

### Risques majeurs
Le territoire de la commune de Trélans est vulnérable à différents aléas naturels : météorologiques (tempête, orage, neige, grand froid, canicule ou sécheresse), feux de forêts, mouvements de terrains et séisme (sismicité faible). Un site publié par le BRGM permet d'évaluer simplement et rapidement les risques d'un bien localisé soit par son adresse soit par le numéro de sa parcelle.
Trélans est exposée au risque de feu de forêt. Un plan départemental de protection des forêts contre les incendies (PDPFCI) a été approuvé en décembre 2014 pour la période 2014-2023. Les mesures individuelles de prévention contre les incendies sont précisées par divers arrêtés préfectoraux et s’appliquent dans les zones exposées aux incendies de forêt et à moins de 200 mètres de celles-ci. L’arrêté du 23 mars 2018, complété par un arrêté de 2020, réglemente l'emploi du feu en interdisant notamment d’apporter du feu, de fumer et de jeter des mégots de cigarette dans les espaces sensibles et sur les voies qui les traversent sous peine de sanctions. L'arrêté du 23 août 2021, abrogeant un arrêté de 2002, rend le débroussaillement obligatoire, incombant au propriétaire ou ayant droit,,.

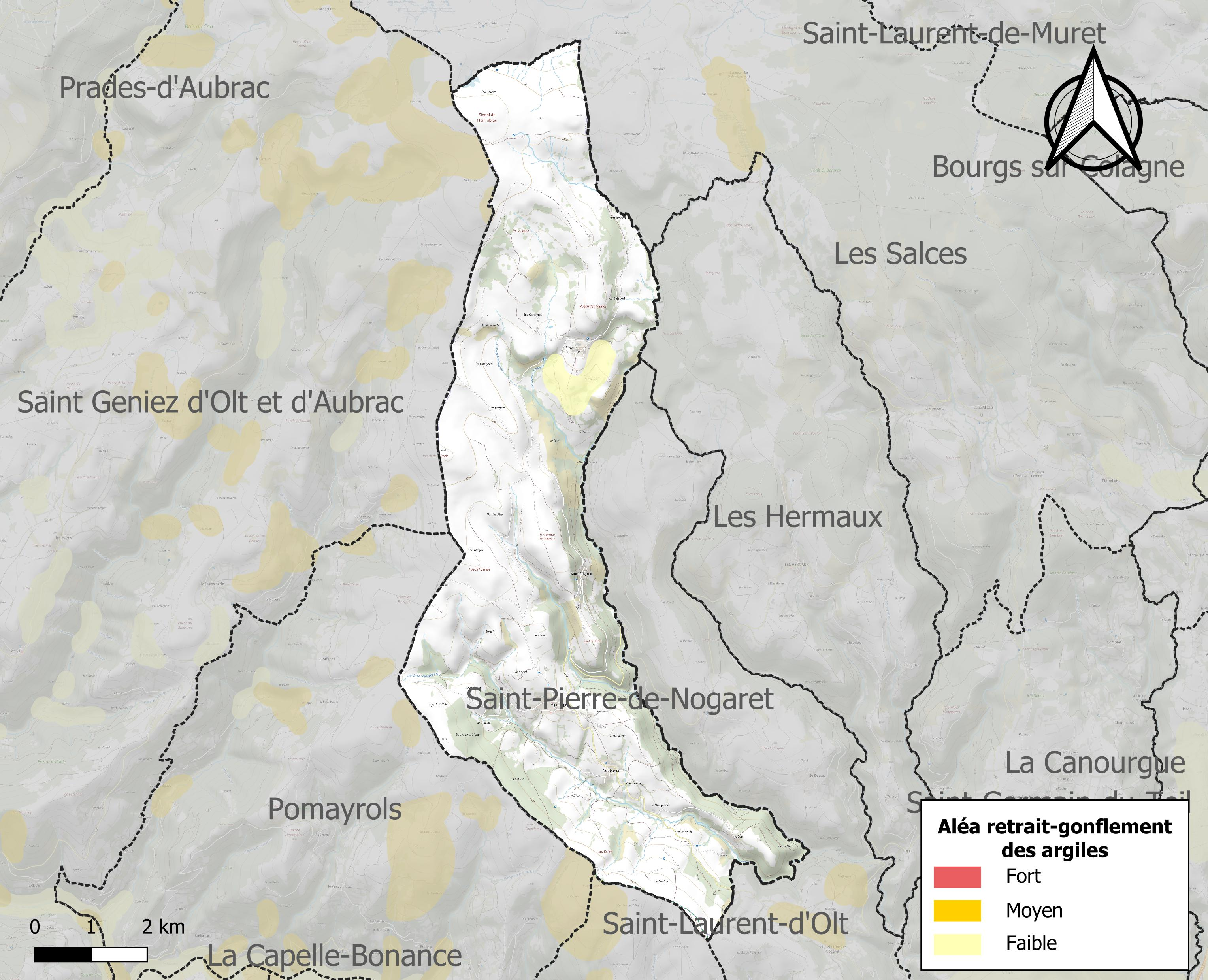
Carte des zones d'aléa retrait-gonflement des sols argileux de Trélans.

Les mouvements de terrains susceptibles de se produire sur la commune sont des éboulements, chutes de pierres et de blocs et des glissements de terrain.
Le retrait-gonflement des sols argileux est susceptible d'engendrer des dommages importants aux bâtiments en cas d’alternance de périodes de sécheresse et de pluie. Aucune partie du territoire de la commune n'est en aléa moyen ou fort (15,8 % au niveau départemental et 48,5 % au niveau national). Sur les 90 bâtiments dénombrés sur la commune en 2019,  aucun n'est en aléa moyen ou fort, à comparer aux 14 % au niveau départemental et 54 % au niveau national. Une cartographie de l'exposition du territoire national au retrait gonflement des sols argileux est disponible sur le site du BRGM,.
Par ailleurs, afin de mieux appréhender le risque d’affaissement de terrain, l'inventaire national des cavités souterraines permet de localiser celles situées sur la commune.
La commune a été reconnue en état de catastrophe naturelle au titre des dommages causés par les inondations et coulées de boue survenues en 1982. 

## Histoire

### Moyen Âge
En dehors de son histoire commune avec l'Aubrac, Trélans, selon le cartulaire de Conques, fut avec Campagnac, au XVIe siècle, une des deux annexes du prieuré Saint-Sauveur-de-Perse (près d'Espalion en Aveyron).
La seigneurie de Trélans appartient, d'environ 1350 jusqu'en 1623, à la famille chevaleresque de Nogaret, originaire du château de Nogaret (sur la commune de Saint-Pierre-de-Nogaret). Noble Ramon de Nogaret, de Trélans, donne quittance en 1371 (AD 12, E1124). Pons de Nogaret, seigneur de Trélans, fils de Guillaume, se marie vers 1380 avec Chaberte de Rochemure, fille d'Aymon. En décembre 1386, Ponset de Trélans fait partie des 190 hommes d'armes passés en revue par le bailli de Rodez au nom du comte d'Armagnac (Mémoire de la société des lettres de l'Aveyron, 1879).
Par lettres royales de mai 1448, Jean de Nogaret, chevalier seigneur de Trélans, obtient la permission de continuer la fortification de Trélans, commencée par feu Pons de Nogaret, son père (Le Languedoc dans le Trésor des Chartes, n°3718). Son fils Amans de Nogaret, seigneur de Trélans, achète le château de Caylaret (Rouergue) vers 1470. Jean de Nogaret, seigneur de Trélans, épouse avant 1526 Jeanne de Pesteils, fille de Louis, seigneur de Merle et de Blanche de Beaune (quittance de noble Jean de Nogaret, mari de Jeanne de Pestels à Guy de Nogaret, camérier de St Théofred du Puy, au sujet de la succession de Pons de Nogaret seigneur de Duriane, 1536, AD 12, E1399).
Leur fils Guy alias Guion de Nogaret, seigneur de Trélans et Caylaret, épouse vers 1540 Françoise de Gozon, fille de Jean IV de Gozon, seigneur de Mélac, et de Marthe de Teinturier. Guyon est fait chevalier de l'ordre de Saint-Michel le 28 février 1570 et décoré le 21 septembre dans la cathédrale de Mende des mains du baron de Cénaret. Il fut un grand guerrier catholique, fidèle au parti royal pendant les guerres de Religion et le roi Charles IX lui confia la garde du château de Polignac le 4 juin 1568 ; le 7 mars 1577, le roi Henri III lui adressa une lettre de satisfaction pour les services rendus (Cabinet des Titres, Ordre de St Michel, sur Gallica).
Alexandre de Nogaret de Trélans, connu sous le nom de "Capitaine Trélans", "le jeune Trélans" (Histoire des choses mémorables advenues depuis l'an 1547 par Jean de Serre) ou "Trélans puiné" (Théodore de Bèze, T III lib X p191) semble être un frère ou un fils cadet de Guyon de Nogaret. Il est généralement confondu avec Claude de Nogaret, fils de Guyon, dont on parlera ci-dessous. En 1562, Alexandre de Trélans et sa troupe d'hommes d'armes reprennent par surprise la ville de Mende aux protestants. Il se titre "lieutenant pour le Roy à la présente cité de Mende pour la religion chrétienne" (Documents relatifs à l'histoire du Gévaudan, soc des lettres de la Lozère, 1885, page 47 et 48). En juillet 1563, ce catholique intransigeant assassine par pendaison Durand de Pomeyrols et François de Guirard sieur de Toulongeac, conseillers au présidial de Rodez qui avaient été députés par le syndic du Rouergue pour négocier la paix avec les chefs huguenots qui menaçaient Villefranche. À la suite de cet attentat, le Sénéchal de Rouergue députe le 26 juillet 1563 son premier conseiller pour instruire de ces deux meurtres, faire procès jusqu'à sentence et remettre le meurtrier aux commissaires députés au pays de Guyenne pour la pacification des troubles de la religion.
Claude de Nogaret, "fils unique" de Guyon de Nogaret, épouse le 10 février 1576 Antoinette de Lestang, héritière de la vicomté de Frayssinhes et de la seigneurie de La Bastide Teulat (AD 12, E 497). Le 13 février 1587, huit cent catholiques conduits par le vicomte de Trélans, seigneur de la Bastide Teulat (donc Claude), s'emparent par surprise du château de Plaisance (Rouergue) qui appartient aux Castelpers, chefs calvinistes, mais il en est délogé le même jour (Mémoires de la société des lettres de l'Aveyron, 1874). Il achète le château de Cruejouls vers 1600. Il vend Trélans en 1603 à Me Daniel Barrau, sieur de Chardonnet, greffier de la cour royale de Marvejols (AD 48, 3E 10112, f°45, quittance du 7/04/1603). Claude de Nogaret meurt vers 1610. Son fils aîné Pierre de Nogaret, vicomte de Frayssines, La Bastide Teulat, seigneur de Cruejouls, semble rentrer en possession de tout ou partie de la seigneurie de Trélans (AD 12, 3E14347, accord du 23 07 1614 avec son frère cadet Charles de Nogaret).

### Temps Modernes

#### Le conflit entre les Retz et les Nogaret
Les Retz viennent d'Écosse en France au XVe siècle avec les compagnies envoyées par Charles Stuart au roi Charles VII pour lutter contre les Anglais. Ils se fixent alors en France où ils essaiment en plusieurs branches.
Une branche s'établit en Gévaudan : Jacques de Retz de Bressoles, seigneur de Villeneuve, achète la seigneurie de Trélans en 1623 à Charles de Nogaret, devant Maître Verdier notaire à Servières (d'après les travaux de Roux et Serpentier au sujet des Nogaret, publiés par la Société des Lettres de Lozère, mais le registre de ce notaire est manquant aux Archives départementales de la Lozère pour cette année là). Il s'ensuit une véritable vendetta entre les Nogaret et les Retz : il semble que les Nogaret aient voulu récupérer la seigneurie de Trélans. Les Grands jours du Puy en 1666, session extraordinaire du Parlement de Toulouse diligentée par le pouvoir royal, décrivent un conflit très violent entre les deux familles.
L'arrêt du 16 octobre 1666 récapitule en détail les différentes accusations pesant sur les uns et les autres depuis les années 1650. L'historien anglais de l'université d'York, Stuart Caroll, s'est intéressé à ces luttes dans son ouvrage : " Blood and violence in Early Modern France". C'est une longue litanie de "crimes et excès divers : meurtres et cruautés, vols, incendies, enlèvements, rébellions, impiétés, sacrilèges, enlèvements de bestiaux, concussions...".  Au sommet de cette pyramide de la violence, voici d'abord François de Nogaret avec ses partisans parmi lesquels figure le curé du village Pierre Massebeuf. "Il a assassiné et coupé en morceaux le sieur de Longuesagne François de Retz et jeté dans le lac d'Albrac" (appelé de nos jours lac de Born).
Du côté des Retz, une figure féminine domine toutes les autres par sa violence, sa hardiesse et son endurance. Il s'agit de Marguerite de Retz, sœur de François. Elle n'a que 15 ans lorsqu'en 1656, elle est déjà accusée par François de Nogaret de différents excès que malheureusement la Cour des Grands Jours ne détaille pas ! Trois ans plus tard, avec ses partisans, le jour de la Saint Laurent, elle commet un sacrilège dans l'église de Trélans : "et encore pour avoir enlevé de l'autel le curé du dit Trélans pendant qu'il célébrait la sainte messe et même revestu des habits sacerdotaux, devant la porte du château, attaché à la palissade où il demeura dans cet état tout le jour et jusqu'à ce qu'il trouve moyen de couper les cordes...".
Elle est plusieurs fois enfermée dans la prison des Hauts-Murats à Toulouse. En 1666, elle est conduite depuis Toulouse jusqu'à la prison de la Conciergerie du Puy pour y être jugée par le tribunal des Grands Jours. Plusieurs fois libérée, on la trouve durant ces périodes à la tête de la garnison du château de Trélans. Dès 1664, elle est veuve de son premier mari Jean de Laurens avec qui elle a eu au moins deux enfants : Pierre seigneur de la Roque et Henri seigneur du Ferréol. Elle épouse en secondes noces Pierre de Roux.
Son destin continue à être marqué par de nombreux et longs procès. Procès repris en 1680 sur ordre de Louis XIV : " Le parlement de Toulouse a commencé le procès à Madame de Trélans ; c'est un grand exemple pour le pays de Gévaudan où elle a commis beaucoup de violences et de concussions ". Ce procès aboutit finalement à un arrêt du Parlement de Toulouse du 28 avril 1682 (cité ci-dessus) qui la condamne au bannissement du royaume et à la confiscation de tous ses biens. La Cour ordonne également que : "sur les biens confisqués sera distrait la somme de 6000 livres envers les habitants des dits lieux de Trélans, Noublous et Saint Pierre de Nogaret.. eu égard à ce qu'ils ont souffert de violences, exactions et oppressions de la dite de Retz de Trélans". Mais ce n'est pas tout ! "et en outre ordonne la dite Cour que la maison de Trélans sera rasée et démolie avec ses dépendances à hauteur de deux pieds sur terre...". Voilà un document qui nous renseigne enfin sur la disparition du château de Trélans ! Disparition des fortifications sans aucun doute. Quant à la maison d'habitation ? La double cheminée qu'on peut voir encore aujourd'hui dans la maison édifiée plus tard sur les ruines du château, laisse penser que le "razement" n'a été que partiel.
Grâce à la bibliothèque de Généanet où figure un inventaire des archives de Seine et Marne, on trouve l'acte de décès de Marguerite de Retz dans les registres paroissiaux de Fontainebleau en 1683, elle est alors âgée de 39 ans. Pourquoi cette mort à Fontainebleau alors qu'elle est censée avoir quittée le royaume ? Le Roi a-t-il accordé une lettre de grâce rémission et pardon ? En tout cas, on sait que plus tard il fera don aux enfants de Marguerite des biens confisqués à leur mère. Quant à Pierre de Roux, il meurt en 1684, âgé de 48 ans dans la prison des Hauts-Murats à Toulouse et il est enterré à Saint Sauveur.

#### La vente de la seigneurie de Trélans par les héritiers de Marguerite et Pierre de Roux
Le couple a eu six enfants qui reçoivent en héritage la seigneurie de Trélans et Villeneuve. En 1709, ils vendent Villeneuve à César de Grolée comte de Peyre. Une de leur fille Élisabeth de Roux épouse Louis de Launay, comte d'Antraigues en 1690. C'est leur petit-fils Louis Alexandre de Launay comte d'Antraigues qui vend la seigneurie de Trélans à Marianne Deltour et Étienne Grousset, bourgeois des Hermaux, en 1775 pour la somme de 44 850 livres. Louis Emmanuel est un personnage élégant, séduisant et cultivé. Il a eu une vie très romanesque qui n'est pas sans rappeler celle de son arrière-grand-mère Marguerite de Retz, la violence en moins, la diplomatie en plus ! Plusieurs biographies lui ont été consacrées.

#### Marianne Deltour et Étienne Grousset, bourgeois et seigneurs
C'est typiquement une famille représentative de l'ascension de la bourgeoisie en cette fin de siècle, qui souvent se substitue à la noblesse ancienne par l'acquisition des propriétés seigneuriales. Étienne Grousset, fils de marchands de Saint-Germain du Teil, a acheté les terres de Bosses et La Bessières près de Trélans. Il est également seigneur de Boos et Salmon près de la Canourgue. Il épouse en 1740 Marianne Deltour, fille d'un paysan aisé du Maynal, paroisse de Canet d'Olt. Elle achète la seigneurie de Trélans. Le couple n'a pas d'enfants : c'est leur neveu et nièce, autres Étienne Grousset et Marianne Deltour qui seront leurs héritiers. En 1829, ils vendront le domaine de Trélans conservé par la famille à Joseph Sinègre.
Cette famille compte quelques personnages illustres : le neveu Étienne Grousset figure dans la liste de Marc-Antoine Charrier, notaire de Nasbinals, qui dirigea une armée contre-révolutionnaire. Plus tard, René Grousset (1885-1952), historien, orientaliste, académicien, deviendra conservateur des musées Guimet et Cernuschi à Paris.

### Révolution et Empire
La paroisse de Trélans fut relativement épargnée par la persécution révolutionnaire. Le danger venait en général de Saint-Géniez-d'Olt, ville d'industrie lainière dominée par des révolutionnaires radicaux. Le curé Bonnaterre et son vicaire Jarrigion refusèrent tous deux de prêter serment à la Constitution civile du Clergé. Ils durent parfois se déguiser en paysans et se cacher dans des troncs de châtaigniers. L'église fut fermée au culte comme partout. Mais la messe continua à être célébrée clandestinement dans des maisons ou des granges de la paroisse. Avec la proclamation de la République le 21 septembre 1792, la tenue des registres d'état civil est retirée au clergé et confiée aux agents municipaux. Ceci n'empêcha nullement le curé Bonnaterre et son successeur le curé Fournier de continuer à tenir les registres paroissiaux jusqu'en 1824 ! Avec le nouveau découpage administratif, Trélans devient une commune du département de la Lozère et de l'arrondissement de Marvejols, canton de Saint-Germain-du-Teil. Au moment de la vente des biens nationaux, Joseph Sinègre, ancien fermier de l'abbaye d'Aubrac, achète le domaine de Plagnes. L'enclos presbytéral de Trélans est démantelé, les terrains sont vendus à des particuliers et le presbytère devient propriété de l'État puis de la commune qui continue à y loger les curés moyennant paiement d'un loyer.

### Époque contemporaine
Le 9 novembre 2012, un avion bimoteur de type CASA C-295 de fret militaire algérien s'est écrasé sur le territoire de la commune. L'accident a fait six morts : deux militaires et quatre civils représentant la banque d'Algérie, pour laquelle l'appareil effectuait une opération d'acheminement de matériel.

## Politique et administration
| Période         | Période  | Identité          | Étiquette | Qualité     |
| --------------- | -------- | ----------------- | --------- | ----------- |
| (maire en 1981) |          | Claude Cabirou    |           |             |
| 2001            | 2008     | Christian Cabirou |           |             |
| 2008            | En cours | Bertrand Cayrel   | DVD       | Agriculteur |

## Démographie
L'évolution du nombre d'habitants est connue à travers les recensements de la population effectués dans la commune depuis 1793. Pour les communes de moins de 10 000 habitants, une enquête de recensement portant sur toute la population est réalisée tous les cinq ans, les populations de référence des années intermédiaires étant quant à elles estimées par interpolation ou extrapolation. Pour la commune, le premier recensement exhaustif entrant dans le cadre du nouveau dispositif a été réalisé en 2007.

En 2022, la commune comptait 89 habitants, en évolution de −4,3 % par rapport à 2016 (Lozère : +0,11 %, France hors Mayotte : +2,11 %).
| 1793 | 1800 | 1806 | 1821 | 1831 | 1836 | 1841 | 1846 | 1851 |
| ---- | ---- | ---- | ---- | ---- | ---- | ---- | ---- | ---- |
| 486  | 429  | 629  | 540  | 463  | 444  | 463  | 448  | 481  |

| 1856 | 1861 | 1866 | 1872 | 1876 | 1881 | 1886 | 1891 | 1896 |
| ---- | ---- | ---- | ---- | ---- | ---- | ---- | ---- | ---- |
| 424  | 397  | 389  | 433  | 371  | 392  | 415  | 375  | 359  |

| 1901 | 1906 | 1911 | 1921 | 1926 | 1931 | 1936 | 1946 | 1954 |
| ---- | ---- | ---- | ---- | ---- | ---- | ---- | ---- | ---- |
| 352  | 327  | 297  | 269  | 271  | 287  | 262  | 230  | 222  |

| 1962 | 1968 | 1975 | 1982 | 1990 | 1999 | 2006 | 2007 | 2012 |
| ---- | ---- | ---- | ---- | ---- | ---- | ---- | ---- | ---- |
| 210  | 192  | 164  | 141  | 127  | 113  | 103  | 102  | 98   |

| 2017 | 2022 | - | - | - | - | - | - | - |
| ---- | ---- | - | - | - | - | - | - | - |
| 92   | 89   | - | - | - | - | - | - | - |

## Économie

### Emploi
|                | 2008  | 2013  | 2018  |
| -------------- | ----- | ----- | ----- |
| Commune        | 1,6 % | 1,7 % | 8,8 % |
| Département    | 5 %   | 6,4 % | 7,1 % |
| France entière | 8,3 % | 10 %  | 10 %  |

En 2018, la population âgée de 15 à 64 ans s'élève à 56 personnes, parmi lesquelles on compte 82,5 % d'actifs (73,7 % ayant un emploi et 8,8 % de chômeurs) et 17,5 % d'inactifs,. En  2018, le taux de chômage communal (au sens du recensement) des 15-64 ans est supérieur à celui du département, mais inférieur à celui de la France, alors qu'il était inférieur à celui du département et de la France en 2008.
La commune est hors attraction des villes,. Elle compte 29 emplois en 2018, contre 27 en 2013 et 26 en 2008. Le nombre d'actifs ayant un emploi résidant dans la commune est de 42, soit un indicateur de concentration d'emploi de 69,2 % et un taux d'activité parmi les 15 ans ou plus de 56 %.
Sur ces 42 actifs de 15 ans ou plus ayant un emploi, 23 travaillent dans la commune, soit 55 % des habitants. Pour se rendre au travail, 64,3 % des habitants utilisent un véhicule personnel ou de fonction à quatre roues, 19 % s'y rendent en deux-roues, à vélo ou à pied et 16,7 % n'ont pas besoin de transport (travail au domicile).

## Culture locale et patrimoine

### Lieux et monuments
- Église Saint-Jacques-le-Majeur de Trélans.

### Personnalités liées à la commune
- Raymond Cayrel, sénateur de l'Aveyron, est né à Trélans en 1921.